# 星奇網食
《星奇網食》（英語：everyweekyummy）為台灣年代MUCH台的美食旅遊節目。本節目由2020年3月1日起首播，第一代主持人為哈孝遠、鬍鬚仔（劉彥鋒），2020年5月10日起由李懿接替，與鬍鬚仔（劉彥鋒）共同主持。本節目逢每週六晚上八點播出,推薦每星期網路熱搜的美食小吃,用大吃大喝的方式,帶觀眾找回看電視的純粹享受。

## 播出時間

### 首播
| 頻道            | 所在地 | 播出日期          | 播出時間            |
| --------------- | ------ | ----------------- | ------------------- |
| 年代MUCH台      | 臺灣   | 2020年3月1日-至今 | 每週日 20:00～21:00 |
| MOD壹電視綜合台 | 臺灣   | 2020年3月7日-至今 | 每週六 21:00～22:00 |

## 平日重播
| 頻道/影音       | 所在地 | 播出日期 | 播出時間               |
| --------------- | ------ | -------- | ---------------------- |
| 年代MUCH台      | 臺灣   |          | 每週四,五 22:00～23:00 |
| MOD壹電視綜合台 | 臺灣   |          | 每週四,五 23:00～24:00 |

## 外部連結
- 星奇網食臉書粉絲專頁（繁體中文）
- YouTube上的星奇網食官方頻道（繁體中文）
- 星奇網食IG的Instagram帳戶（繁體中文）